# Milan Galić
Milan Galić (Temerin, 1938. március 8. – Belgrád, 2014. szeptember 13.) jugoszláv válogatott labdarúgó.

## Sikerei, díjai
Jugoszlávia
- Olimpiai bajnok: 1960
- Európa-bajnoki ezüstérmes: 1960